# Ceolwulf de Northumbria
San Ceolwulf fue rey de Northumbria de 729 hasta 737, exceptuando un breve periodo en 731 o 732 cuando fue depuesto. Ceolwulf abdicó finalmente y entró el monasterio en Lindisfarne. Fue el "más glorioso rey" a quien Beda dedicó su Historia ecclesiastica gentis Anglorum.

## Vida
Ceowulf nació alrededor 695 en Northumbria. Su ascendencia nos es dada por la "Crónica anglosajona": "Ceolwulf era el hijo de Cutha, Cutha de Cuthwin, Cuthwin de Leoldwald, Leoldwald de Egwald, Egwald de Aldhelm, Aldhelm de Ocga, Ocga de Ida, Ida de Eoppa." El hermano de Ceolwulf, Coenred, ascendió al trono de Northumbria en 716. Coenred gobernó dos años cuando Osric, el último de la Casa de Aethelric, reclamó el trono y gobernó durante diez años. En 729, poco antes de su muerte, Osric nombró sucesor a Ceolwulf.
Pidió consejo al Venerable Beda para asuntos importantes. Mientras alababa la piedad de Ceolwulf, Beda también expresaba algunas reservas con respecto a su capacidad para gobernar. Ceolwulf era un hombre con profundos intereses religiosos y quizá poco apropiado para los asuntos de estado. Beda le dedicó su Historia ecclesiastica gentis Anglorum ("Historia de la Iglesia inglesa") en 731. Aquel año mismo Ceolwulf fue depuesto durante un breve periodo de tiempo en el otoño de 731 o 732, pero fue restaurado rápidamente. Los detalles del golpe intentado son poco claros. Se dice que el obispo Acca de Hexham fue privado de su sede, lo que sugiere que pudo haber apoyado a los adversarios de Ceowulf.
Se ha sugerido que Ceolwulf habría pasado tiempo en Irlanda, quizás estudiando para entrar en religión. Como rey, dotó al monasterio en Lindisfarne con muchas donaciones. Obtuvo una dispensa para que los monjes pudieran consumir vino y cerveza, contrariamente a la práctica celta que limitaba las bebidas a agua y leche.
En 737 Ceolwulf abdicó a favor de su primo Eadberht, para retirarse a Lindisfarne. Su muerte consta en el invierno de 764–765. Fue canonizado posteriormente y su fiesta se celebra el 15 enero .

## Lectura complementaria
- Bede (1994),  McClure, Judith; Collins, Roger, eds., The Ecclesiastical History of the English People, Oxford World Classics, Oxford: Oxford University Press, ISBN 0-19-953723-2.
- Fraser, James E. (2009), From Caledonia to Pictland: Scotland to 795, New Edinburgh History of Scotland I, Edinburgh University Press, ISBN 978-0-7486-1232-1.
- Higham, N. J. (1993), The Kingdom of Northumbria AD 350-1100, Stroud: Sutton, ISBN 0-86299-730-5.
- Higham, N. J. (2006), (Re-)Reading Bede: The Ecclesiastical History in context, Abingdon: Routledge, ISBN 0-415-35368-8.
- Kirby, D. P. (1991), The Earliest English Kings, London: Unwin Hyman, ISBN 0-04-445691-3.
- Marsden, J. (1992), Northanhymbre Saga: The History of the Anglo-Saxon Kings of Northumbria, London: Cathie, ISBN 1-85626-055-0.
- Yorke, Barbara (1990), Kings and Kingdoms in Early Anglo-Saxon England, London: Seaby, ISBN 1-85264-027-8.
- Yorke, Barbara (2006), The Conversion of Britain: Religion, Politics and Society in Britain c. 600–800, London: Longman, ISBN 0-582-77292-3.

| Predecesor: Osric | Rey de Northumbria 729 - 737 | Sucesor: Eadberht |

- Datos: Q729480